# Вернер Голмберґ
Густав Вернер Голмберґ (фін. Gustaf Werner Holmberg 1 листопада 1830, Гельсінгфорс, Велике князівство Фінляндське — 24 вересня 1860, Дюссельдорф, Німеччина) — фінський художник-пейзажист.

## Життєпис
Народився 1 листопада 1830 в Гельсінгфорсі, у Великому князівстві Фінляндському.
З 1848 по 1852 навчався в центральній художньо-промисловій школі малювання Фінського мистецького товариства в Гельсінкі.
У 1853 переїхав до Дюссельдорфа, де викладав в Дюссельдорфській академії мистецтв.
Помер 24 вересня 1860 в Дюссельдорфі від туберкульозу.

## Творчість
Популярність художнику принесла низка майстерно виконаних пейзажів, сповнених волі виразних засобів і виключно фінського відчуття природи, безпосередній близькості до неї. Найхарактернішою є картина майстра «Буря на озері Нясіярві», написана в 1860.

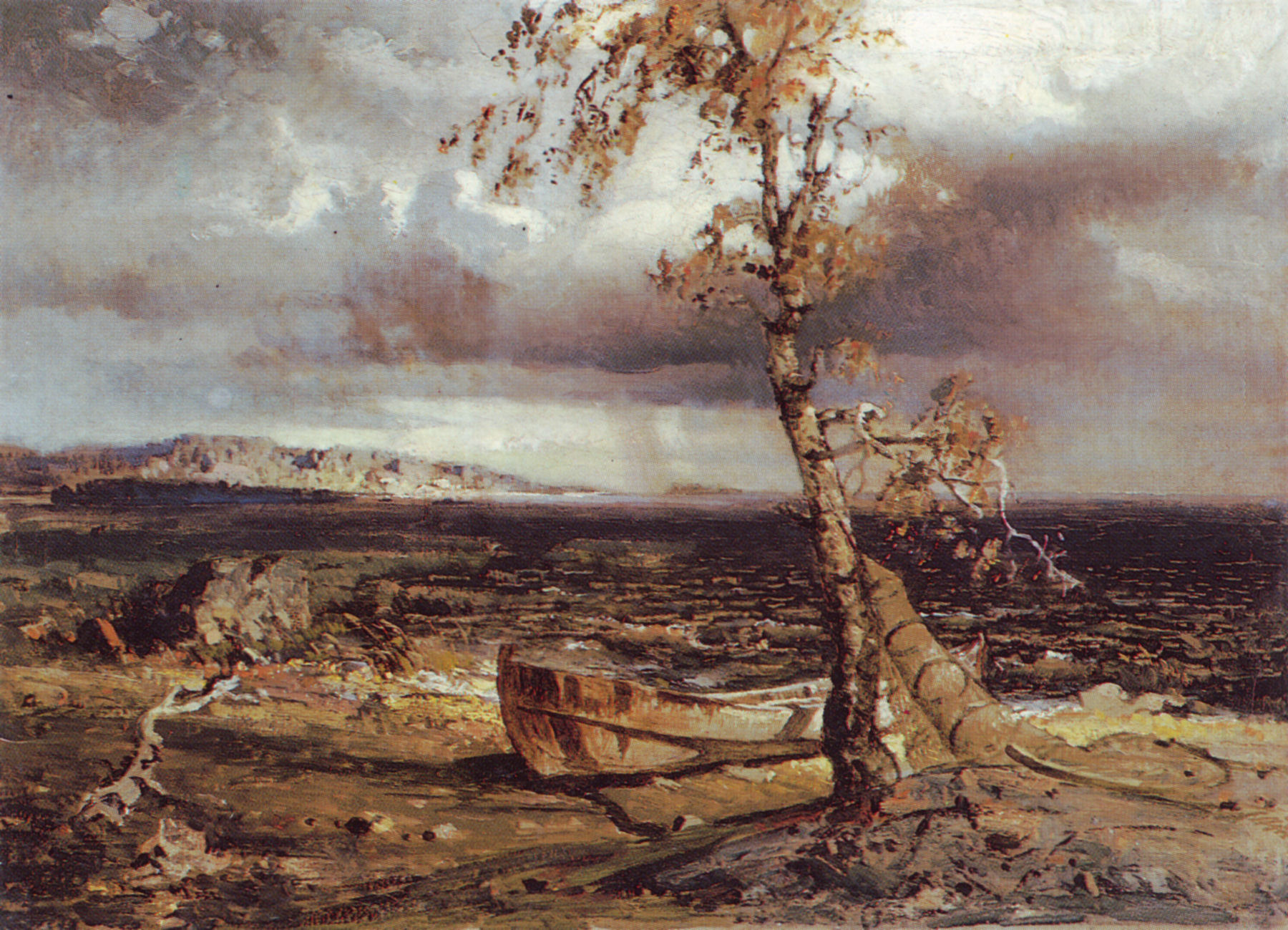
Myrsky Näsijärvellä 1860
Maantie Hämeessä 1860
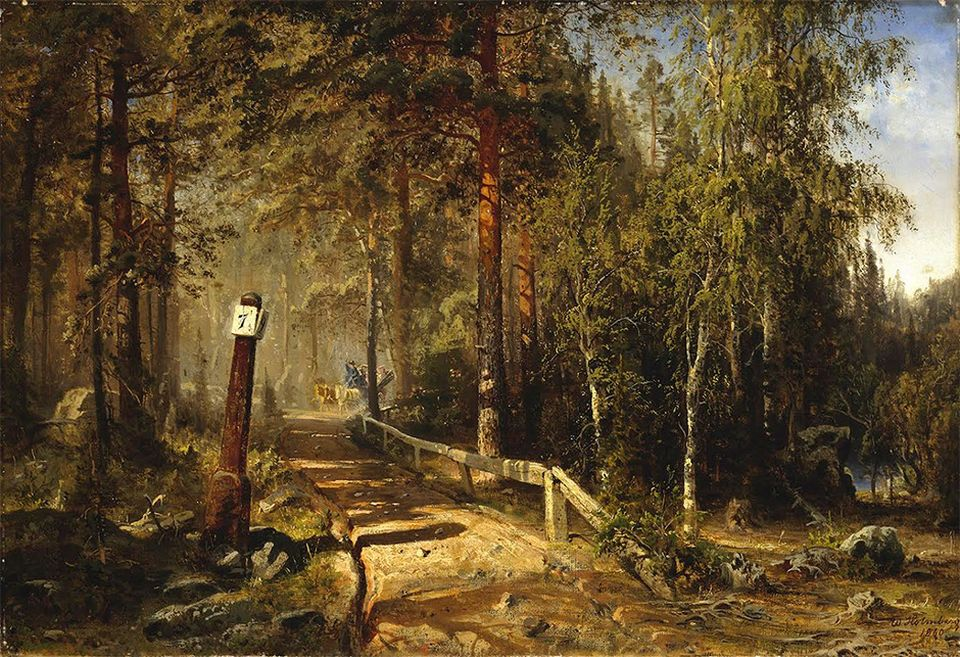
Postitie Hämeessä, 1860
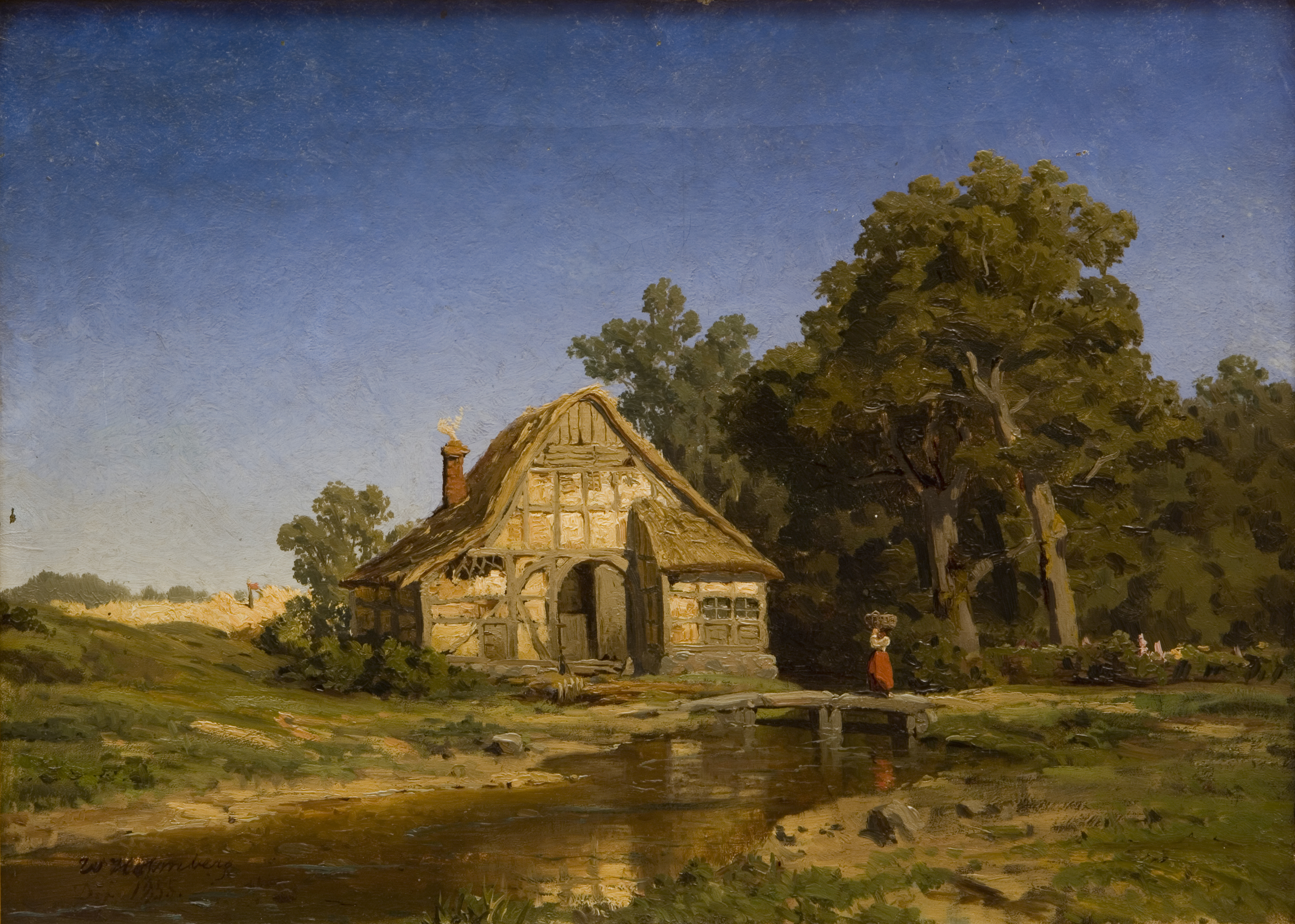
Saksalainen maisema, 1855